# Kobol
Kobol je jméno planety ve fiktivním vesmíru seriálů Battlestar Galactica. Kobol je původní bydliště lidstva, ze kterého se civilizace rozdělila do tzv. Dvanácti kolonií na jiných planetách. Podle pověstí existuje ještě třináctý kmen, který se usadil ve 'ztracené' kolonii – na planetě zvané Země, jejíž umístění zůstává záhadou.

## Podmínky pro život
Kobol je planeta s kyslíkem, dusíkem a oxidem uhličitým v atmosféře, teplota je na úrovni snesitelné pro člověka, planeta je tedy vhodná pro život.
Na planetě se nachází četné lesy a flóra podobná té na Zemi. Na planetě se nejspíše nachází také rozmanitá fauna, avšak toto tvrzení nemůže být plně potvrzeno.